# Сахарний Завод (Бурятія)
Сахарний Завод (рос. Сахарный Завод) — селище Бичурського району, Бурятії Росії. Входить до складу Сільського поселення Бичурське.
Населення — 854 особи (2015 рік).